# Marilyn Hotchkiss Ballroom Dancing and Charm School
Marilyn Hotchkiss Ballroom Dancing and Charm School (br: Baila comigo / pt: Um toque de sedução) é um filme estadunidense, de 2005, dos gêneros musical e romance, dirigido por Randall Miller.

## Sinopse
Um viúvo amargurado tem sua vida renovada quando recebe pedido de um homem à beira da morte para que  entre em contato com seu antigo amor de infância. Anos mais tarde, ela o espera na escola de dança de Marilyn Hotchkiss, local que se transformará no ambiente de diversas paixões e sonhos.

## Elenco
- Robert Carlyle .... Frank Keane
- Marisa Tomei .... Meredith Morrison
- Mary Steenburgen .... Marienne Hotchkiss
- Sean Astin .... Joe Buco
- Danny DeVito ....  Booth
- John Goodman .... Steve Mills
- Donnie Wahlberg .... Randall Ipswitch
- David Paymer .... Rafael Horowitz
- Camryn Manheim .... Lisa Gobar
- Adam Arkin .... Gabe DiFranco
- Sônia Braga  .... Tina
- Elden Henson .... Sampson
- Ernie Hudson .... Blake Rische
- Miguel Sandoval .... Matthew Smith